# FIFA év játékosa 2008
A díjat 2009. január 12-én adták át. A hölgyeknél immár harmadszor nyert a brazil Marta, ezzel az összetett listán befogta a szintén háromszoros győztes német Birgit Prinzet. A férfiaknál sem történt meglepetés, a győztes a portugál Cristiano Ronaldo lett.

## Férfiak
| #  | Játékos             | Pont | Csapat(ok)          |
| -- | ------------------- | ---- | ------------------- |
| 1  | Cristiano Ronaldo   | 935  | Manchester United   |
| 2  | Lionel Messi        | 678  | FC Barcelona        |
| 3  | Fernando Torres     | 203  | Liverpool           |
| 4  | Kaká                | 183  | AC Milan            |
| 5  | Xavi                | 155  | FC Barcelona        |
| 6  | Steven Gerrard      | 98   | Liverpool           |
| 7  | Samuel Eto'o        | 58   | FC Barcelona        |
| 8  | Iker Casillas       | 49   | Real Madrid         |
| 9  | Andrés Iniesta      | 37   | FC Barcelona        |
| 9  | David Villa         | 37   | Valencia            |
| 11 | Andrej Arsavin      | 36   | Zenit Szentpétervár |
| 12 | Frank Lampard       | 33   | Chelsea             |
| 13 | Didier Drogba       | 30   | Chelsea             |
| 14 | Michael Ballack     | 27   | Chelsea             |
| 14 | Cesc Fàbregas       | 27   | Arsenal             |
| 16 | Zlatan Ibrahimović  | 26   | Internazionale      |
| 17 | Emmanuel Adebayor   | 25   | Arsenal             |
| 18 | Franck Ribéry       | 23   | Bayern München      |
| 19 | Ruud van Nistelrooy | 14   | Real Madrid         |
| 20 | Sergio Agüero       | 12   | Atlético Madrid     |
| 21 | John Terry          | 11   | Chelsea             |
| 22 | Gianluigi Buffon    | 8    | Juventus            |
| 23 | Deco                | 1    | Barcelona Chelsea   |

## Nők
| #  | Játékos            | Pont | Csapat(ok)                        |
| -- | ------------------ | ---- | --------------------------------- |
| 1  | Marta              | 1002 | Umeå                              |
| 2  | Birgit Prinz       | 328  | Frankfurt                         |
| 3  | Cristiane          | 275  | Linköping Corinthians             |
| 4  | Nadine Angerer     | 198  | 1. FFC Turbine Potsdam Djurgården |
| 5  | Kelly Smith        | 150  | Arsenal                           |
| 6  | Daniela            | 130  | Saad Linköping                    |
| 7  | Shannon Boxx       | 115  |                                   |
| 8  | Hope Solo          | 83   |                                   |
| 9  | Christine Sinclair | 47   | Vancouver Whitecaps               |
| 10 | Ingvild Stensland  | 41   | Kopparbergs/Göteborg              |